# Слэшер (телесериал)
«Слэшер» (англ. Slasher) — канадский телесериал-антология в жанре ужасов, созданный Аароном Мартином. Премьера состоялась 4 марта 2016 года на канале Chiller (США) и 1 апреля 2016 года на Super Channel (Канада). В январе 2017 года лицензионные права на второй сезон были приобретены Netflix. Второй сезон вышел 17 октября 2017 года одновременно в разных странах и был субтитрован как оригинальный сериал Netflix. 8 августа 2018 года сериал был продлён на третий сезон, премьера которого состоялась одновременно в разных странах на Netflix 23 мая 2019 года. В ноябре 2020 года стриминговый сервис Shudder заказал четвёртый сезон из восьми серий, который вышел в августе 2021 года. 10 февраля 2022 года сериал был продлён на пятый сезон, премьера которого состоялась 6 апреля 2023 года.
Каждый сезон сосредоточен вокруг убийцы в маске с неизвестным мотивом убийства своих жертв. Первый сезон, получивший название «Палач», был спродюсирован Chiller и Super Channel и сосредоточен на загадочном убийце, прозванном Палач, терроризирующим вымышленный город Уотербери в Канаде. Второй сезон под названием «Виновная сторона» следует за группой бывших вожатых летнего лагеря, которые возвращаются туда через пять лет, чтобы забрать тело убитой ими девушки, прежде чем стать один за другим жертвами неизвестного убийцы. Третий сезон, «Солнцестояние», сосредоточен на группе соседей, которые становятся мишенью в период летнего солнцестояния из-того, что они не спасли соседа, убитого годом ранее перед их жилым комплексом. Четвёртый сезон «Плоть и кровь» фокусируется на богатой, но неблагополучной семье Галлоуэй, чьи члены вынуждены соревноваться в серии запутанных игр, чтобы выиграть состояние семьи, всё время преследуемые убийцей в маске. Действие пятого сезона «Потрошитель» происходит в конце XIX века, когда по улицам бродит убийца, но вместо того, чтобы нападать на бедных и обездоленных, как Джек Потрошитель, он вершит правосудие против богатых и влиятельных.

## Сезоны
| Сезон | Сезон | Название         | Эпизоды | Оригинальная дата выхода | Оригинальная дата выхода | Телеканал |
| Сезон | Сезон | Название         | Эпизоды | Премьера сезона          | Финал сезона             | Телеканал |
| ----- | ----- | ---------------- | ------- | ------------------------ | ------------------------ | --------- |
|       | 1     | Палач            | 8       | 4 марта 2016             | 15 апреля 2016           | Chiller   |
|       | 2     | Виновная сторона | 8       | 17 октября 2017          | 17 октября 2017          | Netflix   |
|       | 3     | Солнцестояние    | 8       | 23 мая 2019              | 23 мая 2019              | Netflix   |
|       | 4     | Плоть и кровь    | 8       | 12 августа 2021          | 16 сентября 2021         | Shudder   |
|       | 5     | Потрошитель      | 8       | 6 апреля 2023            | 11 мая 2023              | Shudder   |

## Сюжет

### Сезон 1: Палач(2016)
1988 год. Уотербери, Канада. Хэллоуин. Неизвестный в костюме Палача жестоко убивает беременную женщину и её мужа. Позже полиция находит убийцу с новорождённым ребёнком убитой женщины на руках.
Наши дни. Повзрослевшая Сара вместе со своим мужем Диланом возвращается в родной город. Пара въезжает в дом родителей Сары, которые были убиты Палачом в ту роковую ночь 1988 года. Сара, мечтая о тихой и спокойной жизни, желает забыть о своём жутком прошлом. Но вскоре объявляется подражатель Палача, и в городе начинают происходить убийства, связанные с семью смертными грехами. Умеренная жизнь жителей города превращается в настоящий кошмар, в котором начинают раскрываться тайны, появляться новые жертвы, а Сара становится главной целью маньяка.

### Сезон 2: Виновная сторона(2017)
В разгар зимы группа бывших вожатых летнего лагеря возвращается в уже закрытый и изолированный лагерь, где они участвовали в убийстве Талвиндер Джилл и спрятали её тело, чтобы перепрятать его, опасаясь что его найдут при предстоящем строительстве курорта. Однако тело исчезло из места, куда они его спрятали. В конце концов, они оказываются в ловушке и их одного за другим начинает убивать человек в парке.

### Сезон 3: Солнцестояние(2019)
Кит Дженнингс, сексуальноозабоченный наркоман, убит кем-то в костюме «Друида» перед жилым комплексом во время летнего солнцестояния, и соседи не помогают ему. Ровно через год появляется человек в том же костюме и начинает убивать одного за одним жильцов многоквартирного дома за преступление, помогать предотвращать и расследовать которое они в своё время не стали.

### Сезон 4: Плоть и кровь(2021)
Богатая, но неблагополучная семья собирается для воссоединения на уединённом острове. Их старые раны и соперничество вспыхивают, когда семья понимает, что на острове находится убийца в маске, намеревающийся жестоко убить их одного за другим.

### Сезон 5: Потрошитель(2023)
Конец XIX века, по улицам бродит убийца, но вместо того, чтобы нападать на бедных и обездоленных, как Джек Потрошитель, он вершит правосудие против богатых и влиятельных. Единственный человек, стоящий на пути этого убийцы, недавно получивший повышение детектив Кеннет Райкерс, чья непоколебимая вера в справедливость может оказаться ещё одной жертвой.

## Список эпизодов

### Сезон 1: Палач(2016)
| № общий | № в сезоне | Название                                                                        | Режиссёр           | Автор сценария | Дата премьеры  |
| ------- | ---------- | ------------------------------------------------------------------------------- | ------------------ | -------------- | -------------- |
| 1       | 1          | «Око за око» «An Eye for an Eye»                                                | Крэйг-Дэвид Уоллес | Аарон Мартин   | 4 марта 2016   |
| 2       | 2          | «Вскопать свою могилу своими зубами» «Digging Your Grave with Your Teeth»       | Крэйг-Дэвид Уоллес | Аарон Мартин   | 4 марта 2016   |
| 3       | 3          | «Как огонь поражает и сжигает дерево» «Like as Fire Eateth Up and Burneth Wood» | Крэйг-Дэвид Уоллес | Аарон Мартин   | 11 марта 2016  |
| 4       | 4          | «Порча недвижимой воды» «As Water Is Corrupted Unless It Moves»                 | Крэйг-Дэвид Уоллес | Аарон Мартин   | 18 марта 2016  |
| 5       | 5          | «Нечестные доходы» «Ill-Gotten Gains»                                           | Крэйг-Дэвид Уоллес | Аарон Мартин   | 25 марта 2016  |
| 6       | 6          | «Тот, кто сеет свою плоть» «The One Who Sows His Own Flesh»                     | Крэйг-Дэвид Уоллес | Аарон Мартин   | 1 апреля 2016  |
| 7       | 7          | «Гордыня его лица» «In the Pride of His Face»                                   | Крэйг-Дэвид Уоллес | Аарон Мартин   | 8 апреля 2016  |
| 8       | 8          | «Скоро ваши собственные глаза будут видеть» «Soon Your Own Eyes Will See»       | Крэйг-Дэвид Уоллес | Аарон Мартин   | 15 апреля 2016 |

### Сезон 2: Виновная сторона(2017)
| № общий | № в сезоне | Название                                              | Режиссёр         | Автор сценария               | Дата премьеры   |
| ------- | ---------- | ----------------------------------------------------- | ---------------- | ---------------------------- | --------------- |
| 9       | 1          | «Шесть футов под землёй» «Six Feet Under»             | Феллипе Родригес | Аарон Мартин                 | 17 октября 2017 |
| 10      | 2          | «Между добром и злом» «Between Good and Evil»         | Феллипе Родригес | Джана Синьор                 | 17 октября 2017 |
| 11      | 3          | «Святой Себастьян» «Saint Sebastian»                  | Феллипе Родригес | Джеймс Хёрст                 | 17 октября 2017 |
| 12      | 4          | «Ночь охотников» «Night of Hunters»                   | Феллипе Родригес | Аарон Мартин, Наледи Джексон | 17 октября 2017 |
| 13      | 5          | «Из огня» «Out of the Frying Pan»                     | Феллипе Родригес | Люси Паже                    | 17 октября 2017 |
| 14      | 6          | «Дрон» «Drone»                                        | Феллипе Родригес | Флойд Кейн                   | 17 октября 2017 |
| 15      | 7          | «Рассвет мертвецов» «Dawn of the Dead»                | Феллипе Родригес | Аманда Фэйхи                 | 17 октября 2017 |
| 16      | 8          | «Прошлое никогда не умирает» «The Past is Never Dead» | Феллипе Родригес | Аарон Мартин                 | 17 октября 2017 |

### Сезон 3: Солнцестояние(2019)
| № общий | № в сезоне | Название                             | Режиссёр        | Автор сценария | Дата премьеры |
| ------- | ---------- | ------------------------------------ | --------------- | -------------- | ------------- |
| 17      | 1          | «С 06:00 до 09:00» «6am to 9am»      | Адам МакДональд | Аарон Мартин   | 23 мая 2019   |
| 18      | 2          | «С 09:00 до 12:00» «9am to 12pm»     | Адам МакДональд | Люси Паже      | 23 мая 2019   |
| 19      | 3          | «С 12:00 до 15:00» «12pm to 3pm»     | Адам МакДональд | Дуана Таха     | 23 мая 2019   |
| 20      | 4          | «С 15:00 до 18:00» «3pm to 6pm»      | Адам МакДональд | Иэн Карпентер  | 23 мая 2019   |
| 21      | 5          | «С 18:00 до 21:00» «6pm to 9pm»      | Адам МакДональд | Мэтт МакЛеннан | 23 мая 2019   |
| 22      | 6          | «С 21:00 до 12:00» «9pm to 12am»     | Адам МакДональд | Джей-Пи Ларок  | 23 мая 2019   |
| 23      | 7          | «С 00:00 до 03:00» «Midnight to 3am» | Адам МакДональд | Иэн Карпентер  | 23 мая 2019   |
| 24      | 8          | «С 03:00 до 06:00» «3am to 6am»      | Адам МакДональд | Иэн Карпентер  | 23 мая 2019   |

### Сезон 4: Плоть и кровь(2021)
| № общий | № в сезоне | Название                                                    | Режиссёр        | Автор сценария | Дата премьеры    |
| ------- | ---------- | ----------------------------------------------------------- | --------------- | -------------- | ---------------- |
| 25      | 1          | «Толще, чем вода» «Thicker Than Water»                      | Адам МакДональд | Аарон Мартин   | 12 августа 2021  |
| 26      | 2          | «Грехи отца» «The Sins Of The Father»                       | Адам МакДональд | Иэн Карпентер  | 12 августа 2021  |
| 27      | 3          | «В доверительном управлении» «In Trust»                     | Адам МакДональд | Джей-Пи Ларок  | 19 августа 2021  |
| 28      | 4          | «Вверх по лестнице, вниз по лестнице» «Upstairs Downstairs» | Адам МакДональд | Иэн Карпентер  | 26 августа 2021  |
| 29      | 5          | «Семейные узы» «Family Ties»                                | Адам МакДональд | Люси Паже      | 2 сентября 2021  |
| 30      | 6          | «Лицом к лицу» «Face Time»                                  | Адам МакДональд | Иэн Карпентер  | 9 сентября 2021  |
| 31      | 7          | «Золотой палец» «Goldfinger»                                | Адам МакДональд | Сабрина Шериф  | 16 сентября 2021 |
| 32      | 8          | «Сородич» «Kindred»                                         | Адам МакДональд | Иэн Карпентер  | 16 сентября 2021 |

### Сезон 5: Потрошитель(2023)
| № общий | № в сезоне | Название                                     | Режиссёр        | Автор сценария              | Дата премьеры  |
| ------- | ---------- | -------------------------------------------- | --------------- | --------------------------- | -------------- |
| 33      | 1          | «Бойня» «The Slaughterhouse»                 | Адам МакДональд | Аарон Мартин, Иэн Карпентер | 6 апреля 2023  |
| 34      | 2          | «Болезненная правда» «The Painful Truth»     | Адам МакДональд | Аарон Мартин, Иэн Карпентер | 6 апреля 2023  |
| 35      | 3          | «Магистраль» «Backbone»                      | Адам МакДональд | Аарон Мартин, Иэн Карпентер | 13 апреля 2023 |
| 36      | 4          | «Леворукое правосудие» «Left Handed Justice» | Адам МакДональд | Аарон Мартин, Иэн Карпентер | 20 апреля 2023 |
| 37      | 5          | «Всеобщая любимица» «Everybody’s Darling»    | Адам МакДональд | Шелли Скарроу               | 27 апреля 2023 |
| 38      | 6          | «Воскрешения» «Resurrections»                | Адам МакДональд | Люси Паже                   | 4 мая 2023     |
| 39      | 7          | «Божественные секреты» «Divine Secrets»      | Адам МакДональд | Иэн Карпентер               | 11 мая 2023    |
| 40      | 8          | «Месть» «Vengeance»                          | Адам МакДональд | Иэн Карпентер               | 11 мая 2023    |

## Актёрский состав и персонажи
| Актёр                 | Персонаж           | Персонаж         | Персонаж                | Персонаж              | Персонаж                |
| Актёр                 | Палач              | Виновная сторона | Солнцестояние           | Плоть и кровь         | Потрошитель             |
| --------------------- | ------------------ | ---------------- | ----------------------- | --------------------- | ----------------------- |
| Кэти МакГрат          | Сара Беннетт       |                  |                         |                       |                         |
| Брэндон-Джей МакЛарен | Дилан Беннетт      |                  |                         |                       |                         |
| Стив Байерс           | Кэм Генри          |                  |                         |                       | Эндрю Мэй, младший      |
| Патрик Гэрроу         | Том Уинстон        |                  |                         | Рэй Крафт             |                         |
| Дин Макдермотт        | Ян Вон             | Алан Хайт        | Дэн Оленски             |                       |                         |
| Кристофер Жако        | Робин Тёрнер       | Антуан           |                         | Симус Гэллоуэй        | Терренс Креншоу         |
| Мэри Уолш             | Верна МакБрайд     |                  |                         |                       |                         |
| Энука Окума           | Лиза-Энн Фаллоуз   |                  |                         |                       |                         |
| Эрин Карплак          | Хизер Питерсон     |                  | Кайли Гринберг          |                       |                         |
| Уэнди Крюсон          | Бренда Меррит      |                  |                         |                       |                         |
| Лесли Хоуп            |                    | Джудит Берри     |                         |                       |                         |
| Ловелл Адамс-Грей     |                    | Питер Брум       |                         |                       |                         |
| Джим Уотсон           | молодой Алан Генри | Ноа Дженкинс     | Ксандер Леммон          |                       |                         |
| Паулино Нунес         |                    | Марк Ранкин      | Фрэнк Диксон            |                       |                         |
| Тай Олссон            |                    | Бенни Айронсайд  |                         |                       |                         |
| Джоанн Ванникола      | Дебби              | Рене             | Эмбер Кьотти            | Эмбер Кьотти          | Энид Дженкинс           |
| Себастьян Пиготт      |                    | Оуэн Тёрнбулл    |                         |                       |                         |
| Мэдисон Чиэтоу        |                    | Кейра            |                         |                       |                         |
| Мелинда Шанкар        |                    | Талвиндер Джилл  |                         |                       |                         |
| Кэйтлин Либ           |                    | Сьюзан Лэм       |                         |                       |                         |
| Ребекка Лиддьярд      |                    | Энди Крисс       |                         |                       |                         |
| Пола Бранкати         | Джана Сингер       | Дуон Дугуин      | Вайолет Ликерс          | Кристи Мартин         | Вивиана Боттичелли      |
| Сальваторе Антонио    |                    |                  | Анхель Лопес            |                       | Саломея                 |
| Лиза Берри            |                    |                  | детектив Роберта Хансон |                       | доктор Меланда Израэль  |
| Габриэль Дарку        |                    |                  | Коннор Райкерс          |                       | детектив Кеннет Райкерс |
| Мерседес Моррис       |                    |                  | Джен Райкерс            |                       | Шаника                  |
| Илан Муаллем          |                    |                  | Джо Ликерс              |                       |                         |
| Барака Рахмани        |                    |                  | Саадия Джалалзаи        |                       |                         |
| Рози Саймон           |                    |                  | Эми Чао                 |                       |                         |
| Эй-Джей Симмонс       |                    |                  |                         | Винсент Гэллоуэй      |                         |
| Алекс Озеров          |                    |                  |                         | Тео Гэллоуэй          |                         |
| Джинэнн Гуссен        |                    |                  |                         | доктор Персефона Трин |                         |
| Мария дель Мар        |                    |                  |                         | Аннетт Гэллоуэй       |                         |
| Рэйчел Кроуфорд       |                    |                  |                         | Грейс Гэллоуэй        |                         |
| Сабрина Грдевич       | Нэнси Вон          |                  |                         | Флоренс Гэллоуэй      | Венетия Боттичелли      |
| Сидни Мейер           |                    |                  |                         | Лив Вогель            |                         |
| Дэвид Кроненберг      |                    |                  |                         | Спенсер Гэллоуэй      |                         |
| Том Эллисон           |                    |                  |                         | Куратор               | Жорж Рондо              |
| Джефферсон Браун      | Трент МакБрайд     | Джин             | Уайатт                  | Мерле                 | Горацио Диксон          |
| Дэниел Кэш            |                    |                  |                         |                       | Исаак Каштински         |
| Сэди Лафламм-Сноу     |                    |                  |                         |                       | Верди Боттичелли        |
| Клэр МакКоннелл       |                    |                  |                         |                       | Реджина Симко           |
| Брэндон Оукс          |                    |                  |                         |                       | Эдди Джейкобс           |
| Эрик МакКормак        |                    |                  |                         |                       | Бейзил Гарви            |

### Палач

#### Основные персонажи
- Кэти МакГрат — Сара Беннетт, владелица картинной галереи, которая недавно переехала в дом в Уотербери, где она родилась и в котором были убиты её родители.
- Брэндон-Джей МакЛарен — Дилан Беннетт, муж Сары и главный редактор местной газеты Waterbury Bulletin[16][17].
- Стив Байерс — Кэм Генри, офицер полиции Уотербери[15][16][17].
- Патрик Гэрроу — Том Уинстон, оригинальный Палач, который убил родителей Сары в 1988 году и который консультирует Сару относительно убийств нового Палача в наши дни[18].
- Дин Макдермотт — Ян Вон, начальник полиции Уотербери[16][17].
- Кристофер Жако — Робин Тёрнер, который после смерти своего мужа Джастина должен разобраться с беспорядком в их бизнесе, который он оставил после себя[15].
- Мэри Уолш — Верна МакБрайд, соседка Сары и Дилана, которая при первой же встрече невзлюбила их[19].
- Энука Окума — Лиза-Энн Фаллоуз, бывший юрист по уголовным делам, а ныне живущий в Нью-Йорке журналист и ведущий ток-шоу.
- Эрин Карплак — Хизер Питерсон, женщина, глубоко одержимая исчезновением своей дочери Ариэль, которое произошло пять лет назад[20] .
- Уэнди Крюсон — Бренда Меррит, бабушка Сары по материнской линии, которая возвращается в Уотербери, чтобы присматривать за Сарой и Диланом[15][16][17].

#### Второстепенные персонажи
- Майко Нгуен — Элисон Сазерленд, издатель Waterbury Bulletin и начальник Дилана[15].
- Роб Стюарт — Алан Генри, отец Кэма, пастор церкви и оставшийся в живых свидетель убийства родителей Сары. Время от времени он навещает Тома Уинстона в тюрьме, чтобы дать совет по религиозным вопросам. В воспоминаниях о ночи, когда были убиты родители Сары, юного Алана играет Джим Уотсон[21].
- Дилан Тейлор — Брайан Ингрэм, отец Сары.
- Марк Ганимем — Джастин Фейсал, муж Робина, вместе с которым приобрёл несколько объектов недвижимости в Уотербери, в том числе магазин, который служит художественной галереей Сары.
- Джессика Сипос — Джун Генри, жена Кэма, которая работает врачом скорой помощи и ревнует к дружбе Кэма с Сарой.
- Виктория Сноу — Соня Эдвардс, бывшая подруга детства Бренды и её предполагаемая жертва в инциденте на выпускном вечере 1968 года[22].
- Джефферсон Браун — Трент МакБрайд, племянник Верны, бывший напарник Джун Генри в скорой помощи, увлечённый охотник и таксидермист.
- Бут Сэвидж — Рональд Эдвардс, муж Сони, мэр Уотербери.
- Ханна Эндикотт-Дуглас — Ариэль Питерсон, пропавшая дочь Хизер.
- Айдан Войтак — Джейк Вон, сын Ариэль и Яна.
- Сабрина Грдевич — Нэнси Вон, жена начальника Вона.
- Майкл Винсент Дагостино — Бенни Питерсон, покойный муж Хизер и отец Ариэль.
- Сюзанна Хоффман — Марджори Трэверс, проститутка и наркоманка.
- Алиса Кинг — Рэйчел Ингрэм, мать Сары.
- Энтони Лемке — адвокат Дилана.
- Шон Ахмед — Шарма, офицер полиции Уотербери.

### Виновная сторона

#### Основные персонажи
- Лесли Хоуп — Джудит Берри, член коммуны, которая причиняет себе вред, выздоравливая после наркозависимости.
- Ловелл Адамс-Грей — Питер Брум, бывший парень Энди и бывший вожатый лагеря. Пять лет назад его роман с Талвиндер привёл к их разрыву с Энди.
- Джим Уотсон — Ноа Дженкинс, бывший вожатый лагеря. Пять лет назад Талвиндер просила его делать что-то для неё, притворившись, что испытывает к нему романтический интерес.
- Кристофер Жако — Антуан, один из руководителей коммуны, массажист и инструктор по йоге. Он законный муж Рене, хотя и гей.
- Паулино Нунес — Марк Ранкин, член коммуны и бывший юрист. Он присоединился к коммуне после того, как его чуть не застрелил отец погибшего в ДТП, убийцу которого Марк успешно защищал в суде.
- Тай Олссон — Бенни Айронсайд/Гленн Морган, член коммуны и бывший заключённый. Он присоединился к коммуне после того, как убил своего бывшего любовника и украл его личность.
- Джоанн Ванникола — Рене, один из лидеров коммуны вместе со своим законным мужем Антуаном, хотя она лесбиянка.
- Себастьян Пиготт — Оуэн «Рен» Тёрнбулл, сын Джудит и бывший вожатый лагеря. У него была нездоровая одержимость Талвиндер.
- Мэдисон Чиэтоу — Кейра, член коммуны и бывшая медсестра, которая присоединилась к коммуне после случайного убийства пациента.
- Мелинда Шанкар — Талвиндер Джилл, новая, манипулятивная вожатая лагеря. Её убийство пять лет назад является движущей силой событий второго сезона. Она играла на доброте других вожатых.
- Кэйтлин Либ — Сьюзан Лэм, бывшая вожатая лагеря, мать и жена. Пять лет назад она презирала Талвиндер, полагая, что она не искренняя.
- Ребекка Лиддьярд — Энди Крисс, бывшая девушка Питера и бывшая вожатая лагеря. Пять лет назад у Питера был роман с Талвиндер, в результате которого они расстались.
- Пола Бранкати — Дон Дугуин, бывшая вожатая лагеря. Пять лет назад они с Талвиндер были лучшими подругами, пока она из зависти не помешала Дон завязать отношения.

#### Второстепенные персонажи
- Джефферсон Браун — Джин, поставщик снаряжения и снабжения для коммуны.
- Кайл Бьюкенен — Саймон, нынешний парень Энди. Её вина за смерть Талвиндер вызывает напряжение в их отношениях.
- Люк Хамфри — Гленн Морган, бывший торговец наркотиками, которого Бенни заставил вступить с ним в сексуальные отношения в тюрьме. Выразив свою ненависть к нему, он был убит Бенни, который украл его личность.
- Дин Макдермотт — Алан Хайт, мужчина, чей сын погиб в результате дорожно-транспортного происшествия.
- Ребекка Амзаллаг — Стефани, сотрудница Марка, с которой у него был роман.
- Лю Сыму — Люк, добрый и невнимательный муж Сьюзен.
- София Уокер — Меган МакАллистер, туристка, которая попала к коммуну в поисках убежища от надвигающейся метели.
- Джон МакЛарен — Райан, бывший вожатый лагеря. Он и Дон были взаимно заинтересованы в романтических отношениях с друг другом, пока Талвиндер не заставил его думать, что отчим Дон изнасиловал её.
- Кимберли-Сью Мюррей — Дженис, подруга Джина, которая ищет его в коммуне.

### Солнцестояние

#### Основные персонажи
- Сальваторе Антонио — Анхель Лопес, гей-активист, у которого роман с Джо. Он живёт в квартире 106.
- Лиза Берри — Роберта Хансон, детектив, расследующий убийства Друида.
- Пола Бранкати — Вайолет Ликерс, жена Джо, влогер, которая считает свой блог журналистикой, и, похоже, больше заботится о своём блоге, чем о своём муже. Они живут в квартире 208.
- Габриэль Дарку — Коннор Райкерс, управляющий жилого комплекса, брат Джен и пасынок Эмбер, который влюблен в Саадию. Он с семьёй живёт в квартире 202.
- Эрин Карплак — Кайли Гринберг, учитель местной средней школы, безнадёжный романтик. Она живёт в квартире 112.
- Дин Макдермотт — Дэн Оленски, отец Кэссиди, алкоголик-неонацист, сторонник превосходства белых. Они живут в квартире 108.
- Мерседес Моррис — Джен Райкерс, ученица местной средней школы, сестра Коннора, падчерица Эмбер и лучшая подруга Саадии.
- Илан Муаллем — Джо Ликерс, бисексуальный муж Вайолет, у которого роман с Анхелем, но ему трудно выбрать, с кем он хочет быть.
- Паулино Нунес — Фрэнк Диксон, жестокий, властный семьянин, муж Кейт, отец Эрики. Похоже, у него есть связи с мафией, и часть его бизнеса связана с кражей автомобилей. Они живут в квартире 201.
- Барака Рахмани — Саадия Джалалзаи, ученица местной средней школы, мусульманка и лучшая подруга Джен. У неё хорошая репутация. Она с родителями живёт в квартире 102.
- Рози Саймон — Эми Чао, девушка Ксандера, профессиональный геймер, занимается бета-тестированием видеоигр. Она асексуальна. Они живут в квартире 216.
- Джоанн Ванникола — Эмбер Кьотти, психически больная овдовевшая мачеха Коннора и Джен. Она сошла с ума после самоубийства своей жены Жюстин.
- Джим Уотсон — Ксандер Леммон, парень Эми, владелец местной кофейни. Он гордится своей продукцией, качество которой якобы выше среднего.

#### Второстепенные персонажи
- Ребекка Амзаллаг — Бет, учитель местной средней школы, подруга Кайли Гринберг.
- Роберт Кормье — Кит Дженнингс, бисексуал, гиперсексуальный наркоман, убитый за год до событий третьего сезона. Остальные, жившие в жилом комплексе, были замешаны в его убийстве. Он жил в квартире 104.
- Ишан Даве — детектив Пуджит Сингх, младший и менее опытный партнёр детектива Хэнсон, помогающий расследовать убийства Друида.
- Женевьева ДеГрав — Кэссиди Оленски, дочь Дэна Оленски, у которой был секс со многими людьми, включая Кита Дженнингса.
- Тио Хорн — Люси Купер, коронер местного отделения полиции, проводящая вскрытие трупов жертв Друида.
- Джефферсон Браун — Уайатт, ревнивый бывший парень Ноэллы Сэмюэлс.
- Патрис Гудман — Жюстин Райкерс, мать Коннора и Джен, жена Эмбер, которой сторонились жители жилого комплекса после того, как она написала пост о том, что Кит заслужил свою смерть.
- Мэри Уорд — Кейт Диксон, жена Фрэнка, которая подвергается насилию с его стороны.
- Далал Бадр — Фаришта Джалалзаи, мать Саадии.
- Саад Сиддики — Азлан Джалалзаи, отец Саадии.
- Роми Уэлтман — Эрика Диксон, дочь Фрэнка и Кейт.
- Паниз Заде — Ноэлла Сэмюэлс, девушка Кита Дженнингса во время его убийства.
- Лэндон Норрис — Чарли, ученик местной средней школы, которому доставляет удовольствие враждовать с Джен и Саадией, причём с последней доходило до сексуальных домогательств.
- Билл Моусли — агрессивный бездомный, который пристаёт к Анхелю и Ксандеру.
- Чейз Тан — сексуальный молодой человек во вступительной сцене третьего сезона.

### Плоть и кровь

#### Основные персонажи
- Эй-Джей Симмонс — Винсент Гэллоуэй, сын-близнец Флоренс, похищенный в детстве. В воспоминаниях маленького Винсента играет Джуда Дэвидсон.
- Алекс Озеров — Тео Гэллоуэй, сын-близнец Флоренс. В воспоминаниях маленького Тео играет Джошуа Райх.
- Кристофер Жако — Симус Гэллоуэй, старший сын Спенсера, муж Кристи и приёмный отец Афры.
- Джинэнн Гуссен — доктор Персефона Трин, врач Спенсера.
- Мария дель Мар — Аннетт Гэллоуэй, первая жена Спенсера и мать Симуса и Флоренс.
- Пола Бранкати — Кристи Мартин, жена Симуса и мачеха Афры.
- Рэйчел Кроуфорд — Грейс Гэллоуэй, вторая жена Спенсера и мать Джейдена.
- Сабрина Грдевич — Флоренс Гэллоуэй, дочь Спенсера и мать Тео, О’Кифф и Винсента.
- Сидни Мейер — Ливиния «Лив» Вогель, дочь Бриджит. В воспоминаниях юную Лив играет Сорея Дарра.
- Патрик Гэрроу — Рэй Крафт, художник, отец О’Кифф.
- Дэвид Кроненберг — Спенсер Гэллоуэй, глава семьи Гэллоуэй, который собирает родственников на своём уединённом острове, чтобы они могли побороться за его состояние.

#### Второстепенные персонажи
- Бретон Лалама — О’Кифф Крафт, небинарный ребёнок Флоренс.
- Кортеон Мур — Джейден Гэллоуэй, сын Спенсера и его второй жены Грейс. В воспоминаниях маленького Джейдена играет Тау Стерлинг.
- Джефферсон Браун — Мерле, моряка, который сопровождает семью Гэллоуэй на остров.
- Наталия Родина — Афра Гэллоуэй, приёмная дочь Симуса и Кристи, страдающая расстройством пищевого поведения, известного под названием пика.
- Патрис Гудман — Бриджит Вогель, домработница семьи Гэллоуэй, мать Лив.

### Потрошитель

#### Основные персонажи
- Том Эллисон — Жорж Рондо, известный фокусник, путешествующий по многим городам.
- Сальваторе Антонио— Саломея, артистка в аттракционе «Камера Королевы».
- Лиза Берри — доктор Меланда Израэль, судебно-медицинский эксперт, который анализирует тела жертв.
- Пола Бранкати — Вииана Боттичелли, средняя из сестёр Боттичелли, испытывающая чувства к Бейзилу Гарви.
- Джефферсон Браун — Горацио Диксон, уличный сутенёр.
- Стив Байерс — Эндрю Мэй-младший, пастор, отца которого 12 лет назад ложно обвинили и казнили за убийство.
- Габриэль Дарку — детектив Кеннет Райкерса, молодой детектив, который пытается раскрыть убийства.
- Сабрина Грдевич — Венетия Боттичелли, старшаяя из сестёр Боттичелли.
- Кристофер Жако — Терренс Креншоу, владелец аттракциона «Камера Королевы».
- Дэниел Кэш — суперинтендант Исаак Каштински, коррумпированный детектив, находящийся под влиянием Бейзила Гарви.
- Сэди Лафламм-Сноу — Верди Боттичелли, младшая из сестёр Боттичелли, которая приехала в город сразу после того, как произошло первое убийство.
- Клэр МакКоннелл — Реджина Симко, жена человека из высшего сословия, убитого Вдовой.
- Мерседес Моррис — Шаника, ассистентка Жоржа Рондо.
- Брэндон Оукс — Эдди Джейкобс, телохранитель и приспешник Бейзила Гарви.
- Джоанн Ванникола — Энид Дженкинс, главный редактор городской газеты.
- Эрик МакКормак — Бейзил Гарви, харизматичный и безжалостный магнат.

#### Второстепенные персонажи
- Шон Бенсон — Алистер Симко, муж Реджины, садист и богатый человек.
- Женевьева ДеГрав — Маргарет Мехар, горничная, зверски убитая 12 лет назад.
- Роб Стюарт — Эндрю Мэй-старший, пастор, которого 12 лет назад обвинили и повесили за убийство Мехар.
- Шаррон Мэтьюз — Глэдис, экономка Бэзила Гарви.
- Пол Браунштейн — офицер Маллман, коррумпированный полицейский, работающий на Райкерса.
- Наталия Родина — Дейзи Живицки, молодая девушка, работающая на улице под присмотром Горацио Диксона.
- Саад Сиддики — Джаспер Коэн, бывший главный редактор городской газеты.
- Патрис Гудман — тюремная надзирательница, начальник полицейского участка.

## Производство

### Разработка
«Слэшер» был создан Аароном Мартином, который был вдохновлён своей работой над первым сезоном медицинского сериала «В надежде на спасение», а именно написанием двух эпизодов, в которых «люди были изрублены». Он написал первый эпизод сериала в виде спекулятивного сценария, стремясь предложить его будущим студиям и показать стиль письма, который отличался от его предыдущих работ (например, «В надежде на спасение», «Деграсси: Следующее поколение» и «Быть Эрикой»). Хотя сценарий не вызвал немедленного интереса, Shaftesbury Films в конце 2014 года заказала на него восемь серий и начал его продвижение. Канадская премиальная сеть Super Channel заказала проект после того, как заинтересовалась фиксированным форматом «Слэшера». Вскоре к производству присоединилась ныне не существующая американская сеть Chiller, специализирующаяся на жанре триллеров и ужасов. «Слэшер» стал первым и единственным сериалом Chiller по оригинальному сценарию.
В мае 2017 года Shaftesbury Films подтвердили, что сериал не вернётся на Super Channel или Chiller на второй сезон. Однако стриминговый сервис Netflix приобрёл права на второй сезон. Второй сезон был выпущен на Netflix 17 октября 2017 года.
В августе 2018 года было объявлено о начале производства третьего сезона. 23 октября 2018 года Адам МакДональд был объявлен режиссёром третьего сезона. 24 апреля 2019 года было объявлено, что Аарон Мартин ушёл с поста шоураннера, а Иэн Карпентер станет основным шоураннером и одним из исполнительных продюсеров третьего сезона.
12 ноября 2020 года сериал был перенесён на Shudder, где будет показан четвёртый сезон.

### Сценарий
«Слэшер» использует формат антологии, рассчитанной на весь сезон, с всеобъемлющей загадочной сюжетной линией, которая будет раскрыта по завершении сезона. Создатель сериала Аарон Мартин был вдохновлен форматом «Американской истории ужасов», заявив, что, если у «Слэшера» будут следующие сезоны, автономные сюжетные линии в стиле «Американской истории ужасов» будут использовать актёров из предыдущих сезонов, играющих совершенно новые роли.
Мартин стремится в «Слэшере» рассказать «современную историю о монстрах», объединив три своих любимых жанра: современную тайну убийства (а-ля «Убийство на пляже»), произведения Агаты Кристи, одного из любимых писателей-криминалистов Мартина, и классические слэшеры, на которых он вырос. Что касается последнего, Мартин особо отметил влияние «Хэллоуина» и «Оно» в использовании таинственного серийного убийцы. Не желая, чтобы убийца сериала был «мифологическим существом» (так как он считает, что убийцы в большинстве слэшеров не окружены тайной), Мартин также использует в «Слэшере» элементы традиционного детективного сюжета: персонажи, многие из которых имеют таинственные предыстории и их собственные причины, по которым они могут быть убийцами, представлены, исследованы и исключены из подозреваемых, один за другим, либо через смерть, либо посредством естественного дедуктивного процесса, до тех пор, пока убийца и его мотивы не будут раскрыты.

### Съёмки
28 июля 2015 года было объявлено о производстве 8-серийного первого сезона «Слэшера» и о том, что съёмки будут проходить с этого момента по октябрь 2015 года. Три муниципалитета Северного Онтарио — города Садбери и Су-Сент-Мари и городок Парри-Саунд заменят фиктивное место действия сериала, город Уотербери. В отличие от большинства телесериалов, в которых эпизоды снимаются по порядку, под руководством Крейга-Дэвида Уоллеса, сериал был снят так, как будто это полнометражный фильм. Сцены из нескольких эпизодов снимались одновременно с учётом наличия мест и актёров. Неупорядоченный график позволил актёрам прочувствовать судьбы своих персонажей, особенно тех, кто сначала должен был снимать сцены своей смерти, но вернулся позже, при необходимости снимать более ранние сцены. В качестве примера Мартин привёл первый день съёмок Марка Ганимема, когда его персонаж, Джастин Фейсал, был положен в гроб для сцены в начале третьего эпизода. Смерть Джастина, произошедшая во втором эпизоде, была снята позже.
1 мая 2017 года начались съёмки второго сезона «Слэшера» в Оранджвилле, Онтарио.

## Релиз
Премьера первого трейлера сериала состоялась 26 ноября 2015 года. 25 мая 2016 года весь первый сезон «Слэшера» стал доступен для мгновенной трансляции на Netflix US. 17 октября 2017 года полный второй сезон стал доступен для потоковой передачи на Netflix в разных странах. В Великобритании сериал транслировал FTA-канал Pick, на котором премьера первого сезона состоялась 10 мая 2016 года, а второго — 1 мая 2018 года. 23 мая 2019 года полный третий сезон «Слэшера» стал доступен для потоковой передачи на Netflix в разных странах. В апреле 2020 года Netflix удалил все три сезона «Слэшера» без объяснения причин и предварительного предупреждения. В конце июня 2020 года все три сезона были повторно добавлены на Netflix.

## Приём

### Критика и отзывы
«Слэшер» получил положительные отзывы. В течение первого сезона агрегатор рецензий Rotten Tomatoes сообщил о 80%-ной оценке одобрения со средней оценкой 5 из 10 на основе 5 отзывов. Zap2it назвал сериал «очень весёлым» и «чем-то для всех», высоко оценив антологическую природу сериала, состав персонажей, сюжетную линию, повороты сюжета и кровавое насилие. Bloody Disgusting наградил сериал четырьмя черепами из пяти, восхваляя Кэти МакГрат как великого «главного героя и возможную последнюю девушку», а также решение сериала показывать взрослый актёрский состав, а не подростков, с хорошо развитыми персонажами и «безусловно классикой» презентация. По случаю премьеры «Слэшера» на Super Channel, Джон Дойл из газеты The Globe and Mail отметил, что это «не шедевр ужасов и не должен им быть», назвав шоу «очень хорошо созданным», высоко оценив его «исключительный актёрский состав», напряжённый темп и то, что любители кровавых ужастиков оценят его кровавые сцены.

### Награды и номинации
| Год  | Премия                                      | Категория                                                     | Номинант(ы)           | Результат | Прим.         |
| ---- | ------------------------------------------- | ------------------------------------------------------------- | --------------------- | --------- | ------------- |
| 2016 | UBCP/ACTRA Awards                           | Лучший актёр                                                  | Брэндон-Джей МакЛарен | Номинация | [ 36 ] [ 37 ] |
| 2017 | 5-я ежегодная премия Canadian Screen Awards | Лучший телефильм или мини-сериал                              | «Слэшер»              | Номинация | [ 38 ]        |
| 2017 | 5-я ежегодная премия Canadian Screen Awards | Лучший сценарист в драматическом или мини-сериале             | Аарон Мартин          | Номинация | [ 38 ]        |
| 2017 | 5-я ежегодная премия Canadian Screen Awards | Лучший режиссёр в драматическом или мини-сериале              | Крейг-Дэвид Уоллес    | Номинация | [ 38 ]        |
| 2017 | 5-я ежегодная премия Canadian Screen Awards | Лучшая главная мужская роль в драматическом или мини-сериале  | Стив Байерс           | Номинация | [ 38 ]        |
| 2017 | 5-я ежегодная премия Canadian Screen Awards | Лучшая актриса второго плана в драматическом или мини-сериале | Уэнди Крюсон          | Победа    | [ 38 ]        |